# La Dicha
La Dicha är en ort i Mexiko.   Den ligger i kommunen Cuautepec och delstaten Guerrero, i den södra delen av landet, 300 km söder om huvudstaden Mexico City. La Dicha ligger 336 meter över havet och antalet invånare är 1 204.
Terrängen runt La Dicha är kuperad österut, men västerut är den platt. Runt La Dicha är det glesbefolkat, med 19 invånare per kvadratkilometer. Närmaste större samhälle är Cruz Grande, 13,0 km väster om La Dicha. Omgivningarna runt La Dicha är en mosaik av jordbruksmark och naturlig växtlighet.